# Kira Miró
Kira García-Beltrán Miró, nota semplicemente come Kira Miró (Las Palmas de Gran Canaria, 13 marzo 1980), è un'attrice e conduttrice televisiva spagnola.

## Filmografia

### Presentatrice televisiva
- El Desafío (2021, concorrente)
- Cuatrosfera (2005- 2007)
- Agenda Heineken (2003- 2005)
- 40 TV (2002-2005)
- Desesperado Club Social (1999-2002)

### Serie Tv
- Machos alfa – serie TV,  (2022- in corso)
- Punta Escarlata (2011)
- Museo Coconut (2010)
- La tira (2009) (Irene Vaquero)
- LEX (2008) (Gema)
- Gominolas (2007), (Susana)
- Fuera de control (Episodio: Buscando un fiambre desesperadamente (2006), Sabrina)
- Splunge (2005)
- El precio de una Miss (2004) - film TV
- Los Serrano (Episodio: La vuelta al cole (2004)
- Paco y Veva (2004) (Estrella)
- Hospital Central (Los trapos sucios (2003), Estela)
- La vida de Rita (2003)
- Desesperado Club Social (1999) (Sofía)

### Teatro
- FUGA - Teatro Alcázar, Madrid (2010-2012), con Amparo Larrañaga y José Luis Gil.
- La katarsis del tomatazo - Sala Mirador, Madrid (1999)
- La gata sobre el tejado de zinc (1999)

### Cinema
- No lo llames amor... llámalo X  (2011)
- Que se mueran los feos (2010)
- Gli abbracci spezzati (Los abrazos rotos) (2009)
- Rivales (2008)
- Óscar. Una pasión surrealista (2008)
- Quiéreme (2007)
- Isi & Disi, alto voltaje (2006)
- El próximo oriente (2006)
- Cuba libre (2005)
- Desde que amanece apetece (2005)
- Crimen perfecto - Finché morte non li separi (Crimen ferpecto) (2004)
- Slam (2003)
- La soledad era esto (2002)
- Menos es más (2000)

### Cortometraggi
- La importancia de ser Ornesto (2010)[1]
- La presentadora (2009)
- Manhattan Pictures (2006)
- Energy (2005)
- Una gran actriz (2004)
- Otro más en el camino (2004), diretto da Ciro Miró
- Alas negras (2000)
- Alma gemela (1999)
- Detective en Madrid[2] (1998)

### Pubblicità
- Spot pubblicitario FNAC, diretto da Alex de la Iglesia (2002)